# Ichthyodes albovittata
Ichthyodes albovittata là một loài bọ cánh cứng trong họ Cerambycidae.